# جونيور سيزار موريرا
جونيور سيزار موريرا (بالبرتغالية: Júnior César Moreira da Cunha‏) (5 أبريل 1985 في البرازيل - ) هو لاعب كرة قدم برازيلي في مركز الهجوم. لعب مع أتلتيكو غويانيينسي وأتلتيكو مينييرو ونادي فورتاليزا ونادي فيلا نوفا ونادي أنابوليس ‏.

## وصلات خارجية
- جونيور سيزار موريرا على موقع قاعدة بيانات كرة القدم.إي يو (الإنجليزية)
- جونيور سيزار موريرا على موقع Soccerway.com (الإنجليزية)